# 李亞峰
李亞峰（1993年11月2日—）舊名李兆文，臺灣導演、編劇。
於2018年執導公視學劇展《停車格》入圍金鐘獎迷你劇集（電視電影）導演獎以及金穗獎及韓國、香港等國際影展。
並於2021年末，完成自編、自導的公視人生劇展《無常日常》，本片融合特攝片奇幻元素打造「地牛」怪獸，象徵為地震災害與人生中的無常，透過創作把台灣的災害紀錄寫得更深些，也不論影像和聲音，都希望能在文藝片裡帶出另外一種感官體驗。由金鐘影帝王琄、庹宗華，以及新演員陳加恩、牧森領銜主演。知名youtuber廉傑克曼客串演出。
2023年以《屍落人間》獲得短片輔導金，並於2024年拍攝完畢，本片以奇幻元素打造「殭屍」與「文青」，對邊緣族群的關注，以及對奇幻類型的語彙拼貼，在超現實的時空裡繼續探索愛、慾望與歸屬感。由知名演員劉冠廷、謝欣穎、梁正群、劉品言共同演出。

## 編導作品

### 劇情長片（電視電影）
| 年份 | 中文片名 | 英文片名   | 演員                                          | 影片類型 | 備註         |
| 2022 | 無常日常 | Day by day | 王琄、庹宗華 、陳加恩、牧森、張哲豪、廉傑克曼 | 劇情長片 | 公視人生劇展 |

### 劇情短片
| 年份 | 中文片名     | 英文片名        | 演員                                                 | 備註             |
| 2024 | 屍落人間     | sprout to death | 劉冠廷、謝欣穎、蔡明修 劉品言、梁正群、賴東賢 劉昌翰 | 文化部短片輔導金 |
| 2018 | 停車格       | private space   | 吳政迪、潘慧如、黃健瑋                               | 公視學生劇展     |
| 2014 | 吹笛人       | tibia magica    | 劉璦綸、汪恩平、杜岱融                               | 絕攝台中         |
| 2013 | 千里眼順風耳 |                 |                                                      | 愛瘋嘉義         |

## 獎項與影展
- 2025年以《屍落人間》於金穗獎觀摩片播映
- 2024年以《屍落人間》於台北電影節首映
- 2022年以《無常日常》入圍第57屆金鐘獎、迷你劇集／電視電影女配角獎
- 2019年以《停車格》於韓國Gyeonggi Film School Festival播映
- 2019年以《停車格》於香港InDPanda International Film Festival臺灣最強短片單元播映
- 2019年以《停車格》榮獲桃園設計獎-特別獎
- 2018年以《停車格》入圍第41屆金穗獎一般組
- 2018年以《停車格》入圍第53屆金鐘獎、迷你劇集／電視電影導演獎
- 2014年以《吹笛人》獲得絕攝台中佳作
- 2013年以《千里眼順風耳》愛瘋嘉義佳作、最佳音樂獎

## 編劇作品
- 你不在的世界末日
- 無常日常
- 停車格
- 屍落人間
- 生為怪獸的我

## 玩具公仔
- 《地牛 （页面存档备份，存于）》[17][18]參與 Taipei Toy Festival 台北國際玩具創作大展[19]

## 外部連結
李亞峰Facebook
李亞峰Instagram